# Vilopriu
Vilopriu – gmina w Hiszpanii, w prowincji Girona, w Katalonii, o powierzchni 16,61 km². W 2011 roku gmina liczyła 217 mieszkańców.